# Melanoplus alabamae
Melanoplus alabamae är en insektsart som beskrevs av Morgan Hebard 1920. Melanoplus alabamae ingår i släktet Melanoplus och familjen gräshoppor. Inga underarter finns listade i Catalogue of Life.